# Grabnerstein
Der Grabnerstein ist ein Berg in den Alpen, der östlich von den Haller Mauern gelegen ist. Er liegt auf 1848 Meter Seehöhe und ist von der Grabneralm in etwa einer Stunde Gehzeit zu erreichen. Außerdem ist er ein beliebter Berg bei Tourengehern und besticht im Sommer durch seinen Blumenreichtum auf seinen Wiesen. Liselotte Buchenauer soll den Grabnerstein als „schönsten Blumenberg der Steiermark“ bezeichnet haben. Über die Jungfernscharte ist vom Grabnerstein ebenfalls in etwa einer Stunde das Admonter Haus erreichbar.